# Маланкевич, Кароль

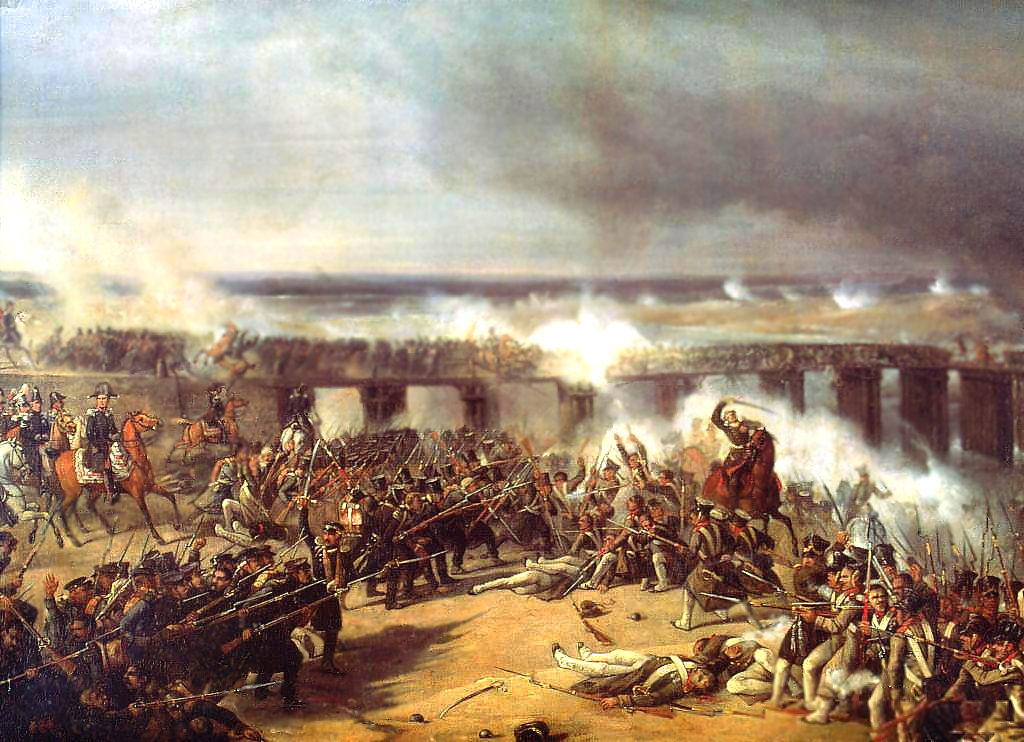
Кароль Маланкевич. Сражение под Остроленкой 1831 г.

Кароль Маланкевич (пол. Karol Malankiewicz; 1802, Королевство Галиции и Лодомерии — 1877, Париж) — польский художник-баталист, участник Польского восстания 1830 года.
Родился в Галиции. Подпоручик 2 бригады 3 пехотной дивизии Царства Польского. Принимал участие в ноябрьском восстании поляков в 1830 году. После подавления восстания, вместе с остатками мятежников эмигрировал во Францию.
Там занялся творческой деятельностью, стал художником, специализировался, в основном, на баталистике.
Умер в Париже в 1877 году.